# ジョン・ブルトン
ジョン・ジェラード・ブルトン（John Gerard Bruton、1947年5月18日 - 2024年2月6日）は、アイルランドの政治家。弟のリチャード・ブルトンも政治家である。

## 生涯
1969年から2004年の間ドイル・エアランにおける代議士を務め、その間にフィナ・ゲール党首、財務大臣、商工大臣、首相（ティーショク）を歴任し、その後、欧州連合大使、欧州人民党副総裁などを務めた。
2024年2月6日の朝に病気のため死去。76歳没。